# Brazil International 2016
Die Brazil International 2016 (auch São Paulo International 2016 genannt) im Badminton fanden vom 9. bis zum 13. März 2016 in São Paulo statt.

## Sieger und Platzierte
| Disziplin    | Gold                          | Silber                               | Bronze                           |
| ------------ | ----------------------------- | ------------------------------------ | -------------------------------- |
| Herreneinzel | Pedro Martins                 | Adrian Dziółko                       | Lino Muñoz                       |
| Herreneinzel | Pedro Martins                 | Adrian Dziółko                       | Yusuke Onodera                   |
| Dameneinzel  | Neslihan Yiğit                | Chisato Hoshi                        | Akvilė Stapušaitytė              |
| Dameneinzel  | Neslihan Yiğit                | Chisato Hoshi                        | Iris Wang                        |
| Herrendoppel | Adam Cwalina Przemysław Wacha | Alwin Francis Tarun Kona             | Matijs Dierickx Freek Golinski   |
| Herrendoppel | Adam Cwalina Przemysław Wacha | Alwin Francis Tarun Kona             | Phillip Chew Sattawat Pongnairat |
| Damendoppel  | Chisato Hoshi Naru Shinoya    | Setyana Mapasa Gronya Somerville     | Leanne Choo Rachel Honderich     |
| Damendoppel  | Chisato Hoshi Naru Shinoya    | Setyana Mapasa Gronya Somerville     | Lohaynny Vicente Luana Vicente   |
| Mixed        | Toby Ng Alexandra Bruce       | David Obernosterer Elisabeth Baldauf | Phillip Chew Jamie Subandhi      |
| Mixed        | Toby Ng Alexandra Bruce       | David Obernosterer Elisabeth Baldauf | Robin Middleton Leanne Choo      |